# Kanton Envermeu
Der Kanton Envermeu war bis 2015 ein französischer Wahlkreis im Arrondissement Dieppe, im Département Seine-Maritime und in der Region Haute-Normandie; sein Hauptort war Envermeu. Vertreter im Generalrat des Départements war zuletzt von 2001 bis 2015 (wiedergewählt 2008) Gérard Picard (UMP). 
Der Kanton Envermeu war 249,37 km² groß und hatte (2006) 16.846 Einwohner, was einer Bevölkerungsdichte von 68 Einwohnern pro km² entsprach. Er lag im Mittel auf 90 Meter über dem Meeresspiegel, zwischen 0 m in Biville-sur-Mer und 196 m in Notre-Dame-d’Aliermont. 

## Gemeinden
Der Kanton bestand aus 30 Gemeinden:
| Gemeinde                   | Einwohner Jahr | Fläche km² | Bevölkerungsdichte | Code INSEE | Postleitzahl |
| -------------------------- | -------------- | ---------- | ------------------ | ---------- | ------------ |
| Assigny                    | 384 (2013)     | 6,05       | 63 Einw./km²       | 76027      | 76630        |
| Auquemesnil                | 278 (2013)     | 6,34       | 44 Einw./km²       | 76037      | 76630        |
| Avesnes-en-Val             | 261 (2013)     | 16,51      | 16 Einw./km²       | 76049      | 76630        |
| Bailly-en-Rivière          | 531 (2013)     | 20,06      | 26 Einw./km²       | 76054      | 76630        |
| Bellengreville             | 458 (2013)     | 7,67       | 60 Einw./km²       | 76071      | 76630        |
| Biville-sur-Mer            | 792 (2013)     | 5,3        | 149 Einw./km²      | 76098      | 76630        |
| Brunville                  | 255 (2013)     | 3,92       | 65 Einw./km²       | 76145      | 76630        |
| Dampierre-Saint-Nicolas    | 522 (2013)     | 3,94       | 132 Einw./km²      | 76210      | 76510        |
| Douvrend                   | 509 (2013)     | 17,96      | 28 Einw./km²       | 76220      | 76630        |
| Envermeu                   | 2.127 (2013)   | 14,58      | 146 Einw./km²      | 76235      | 76630        |
| Freulleville               | 371 (2013)     | 11,13      | 33 Einw./km²       | 76288      | 76510        |
| Glicourt                   | 231 (2013)     | 4,58       | 50 Einw./km²       | 76301      | 76630        |
| Gouchaupre                 | 197 (2013)     | 4,34       | 45 Einw./km²       | 76310      | 76630        |
| Greny                      | 134 (2013)     | 4,06       | 33 Einw./km²       | 76326      | 76630        |
| Guilmécourt                | 342 (2013)     | 7,92       | 43 Einw./km²       | 76337      | 76630        |
| Les Ifs                    | 66 (2013)      | 4,03       | 16 Einw./km²       | 76371      | 76630        |
| Intraville                 | 275 (2013)     | 4,66       | 59 Einw./km²       | 76376      | 76630        |
| Meulers                    | 619 (2013)     | 6,67       | 93 Einw./km²       | 76437      | 76510        |
| Notre-Dame-d’Aliermont     | 718 (2013)     | 13,31      | 54 Einw./km²       | 76472      | 76510        |
| Penly                      | 431 (2013)     | 4,06       | 106 Einw./km²      | 76496      | 76630        |
| Ricarville-du-Val          | 162 (2013)     | 5,62       | 29 Einw./km²       | 76526      | 76510        |
| Saint-Aubin-le-Cauf        | 911 (2013)     | 10,11      | 90 Einw./km²       | 76562      | 76510        |
| Saint-Jacques-d’Aliermont  | 370 (2013)     | 7,86       | 47 Einw./km²       | 76590      | 76510        |
| Petit-Caux                 | 9.042 (2013)   | 6,85       | 1320 Einw./km²     | 76618      | 76370        |
| Saint-Nicolas-d’Aliermont  | 3.616 (2013)   | 15,53      | 233 Einw./km²      | 76624      | 76510        |
| Saint-Ouen-sous-Bailly     | 222 (2013)     | 5,32       | 42 Einw./km²       | 76630      | 76630        |
| Saint-Quentin-au-Bosc      | 103 (2013)     | 3,5        | 29 Einw./km²       | 76643      | 76630        |
| Saint-Vaast-d’Équiqueville | 724 (2013)     | 14,04      | 52 Einw./km²       | 76652      | 76510        |
| Sauchay                    | 410 (2013)     | 5,74       | 71 Einw./km²       | 76665      | 76630        |
| Tourville-la-Chapelle      | 589 (2013)     | 7,71       | 76 Einw./km²       | 76704      | 76630        |

## Bevölkerungsentwicklung
| 1962   | 1968   | 1975   | 1982   | 1990   | 1999   | 2006   | 2011   |
| ------ | ------ | ------ | ------ | ------ | ------ | ------ | ------ |
| 11.724 | 12.776 | 13.327 | 14.581 | 15.958 | 15.710 | 16.846 | 17.589 |